# Suzana Lučić
Suzana Lučić (Beograd, 4. јануар 1992) je srpska karatistkinja.

## Biografija
Nosilac je crnog pojasa, prvi dan. Aktivno se bavi karateom punih 12 godina. Svoje prve karate korake je započela u karate klubu Samuraj, gde je trenirala 10 godina i bila jedna od uspešnijih takmičara tog kluba kao i pomoćni trener. Iz tog kluba je prešla u Partizan. Takođe je i nacionalni sudija regionalnog nivoa. Osvojila je preko sto medalja, a pored zlatnih medalja sa Prvenstva i Kupa Srbije, najznačajnije su joj balkanska i mediteranska medalja. Radila je mnoga takmičenja kako za reprezentaciju Beograda tako i za reprezentaciju Srbije. Sa ekipom Partizana je osvojila ligu i time su ona i njene drugarice iz ekipe po prvi put donele Partizanu titulu prvaka. 
Student je Fakulteta sporta i fizičkog vaspitanja u Beogradu.